# Carlos Morete
Carlos Manuel Morete Markov (Vicente López, 14 gennaio 1952) è un ex calciatore argentino, di ruolo attaccante.

## Caratteristiche tecniche
Giocava come attaccante, prevalentemente come centravanti. Dimostrò una spiccata propensione per finalizzare le azioni, superando quota 200 gol. Per via della costante pericolosità in area di rigore, il giornalista Ricardo Aldao gli diede il soprannome di "Puma", che lo accompagnò per il resto della carriera. La capacità realizzativa di Morete emerse in giovane età, tanto che a livello giovanile talvolta arrivò a totalizzare un numero di gol maggiore di quello delle partite giocate.

## Carriera

### Club
Iniziò a giocare a calcio a livello giovanile con Los Halcones de Carapachay, piccola squadra con sede molto vicino alla sua casa. Entrò nel settore giovanile del River Plate a nove anni, e venne seguito dagli allenatori Osvaldo Diez, Vladislao Cap e Renato Cesarini; a farlo debuttare in prima squadra fu però Ángel Labruna. La prima partita che Morete giocò in Primera División fu nella stagione 1970, contro il Rosario Central; segnò la sua prima rete nel Nacional dello stesso anno, contro l'Estudiantes. Nel 1971 giocò con maggior continuità tra i titolari, dato che il tecnico Didi lo schierò in entrambe le fasi del campionato. In tale stagione, Morete segnò 3 reti in 31 presenze. Nel 1972 migliorò la propria media-gol, specialmente nel Metropolitano, in cui marcò 9 volte in 14 partite. La stagione 1973 fu marcatamente più positiva: in 44 partite totali, segnò 24 gol, mettendosi in particolare evidenza nel Metropolitano, con 15 gol in 15 incontri. Scese in campo per la prima volta anche in Coppa Libertadores, competizione in cui totalizzò 5 partite con 2 gol. Nel 1974 fu capocannoniere del Metropolitano con 18 reti, e nel 1975 il River si assicurò la vittoria in entrambe le fasi del campionato, e Morete si rese protagonista di una buona stagione, con 31 gol in 50 gare totali. Al termine del torneo in Argentina, fu acquistato dal Las Palmas, compagine spagnola che prendeva parte alla massima serie. Il primo impatto con il torneo nazionale iberico fu positivo: 16 gol in 30 incontri. Realizzativamente, la miglior stagione fu la 1976-1977, con 22 gol; nella Coppa UEFA 1977-1978 tenne una media-gol di 1,5, con 6 reti in 4 presenze. Dopo aver giocato la stagione 1980-1981 con il Siviglia, fece ritorno in patria, al Boca Juniors, in cui arrivò a marzo, a campionato già iniziato: giocò poco, a causa della scarsa condizione fisica. Per il Metropolitano 1982 Morete firmò con il Talleres di Córdoba. Con tale formazione, rimase senza segnare nelle prime cinque gare, subendo anche delle contestazioni dalla tifoseria; nel prosieguo del torneo, tuttavia, riuscì a sbloccarsi, raggiungendo quota 20 gol, realizzati in altrettante partite. Dato questo risultato, fu acquistato dall'Independiente di Avellaneda, con cui partecipò al Metropolitano 1982. Con altre 20 marcature, Morete assommò un totale di 40 reti, stabilendo così il proprio primato personale. Lasciato l'Independiente dopo il torneo 1983, passò all'Argentinos Juniors, con cui disputò tre annate, vincendo la Coppa Libertadores 1985. Si ritirò in seguito al campionato 1985-1986.

### Nazionale
Dal 1970 al 1971 Morete fece parte della Selezione giovanile argentina, con la cui maglia giocò 10 gare, totalizzando 9 reti. Il
6 febbraio 1973 debuttò in Nazionale maggiore, nella gestione Sívori; il commissario tecnico  lo convocò per due partita. In seguito, a reinserirlo nella rosa della Nazionale fu Carlos Bilardo, che lo schierò in due occasioni; in una di queste, Morete andò a segno.

## Statistiche

### Presenze e reti nei club
| Stagione                  | Squadra                   | Campionato                | Campionato | Campionato | Coppe nazionali | Coppe nazionali | Coppe nazionali | Coppe continentali | Coppe continentali | Coppe continentali | Altre coppe | Altre coppe | Altre coppe | Totale | Totale |
| Stagione                  | Squadra                   | Comp                      | Pres       | Reti       | Comp            | Pres            | Reti            | Comp               | Pres               | Reti               | Comp        | Pres        | Reti        | Pres   | Reti   |
| ------------------------- | ------------------------- | ------------------------- | ---------- | ---------- | --------------- | --------------- | --------------- | ------------------ | ------------------ | ------------------ | ----------- | ----------- | ----------- | ------ | ------ |
| 1970                      | River Plate               | PD-M+PD-N                 | 7+9        | 0+3        | -               | -               | -               | CL                 | 0                  | 0                  | -           | -           | -           | 16     | 3      |
| 1971                      | River Plate               | PD-M+PD-N                 | 14+17      | 1+2        | -               | -               | -               | -                  | -                  | -                  | -           | -           | -           | 31     | 3      |
| 1972                      | River Plate               | PD-M+PD-N                 | 14+10      | 9+1        | -               | -               | -               | -                  | -                  | -                  | -           | -           | -           | 24     | 10     |
| 1973                      | River Plate               | PD-M+PD-N                 | 15+29      | 15+9       | -               | -               | -               | CL                 | 5                  | 2                  | -           | -           | -           | 44     | 24     |
| 1974                      | River Plate               | PD-M+PD-N                 | 18+18      | 14+18      | -               | -               | -               | -                  | -                  | -                  | -           | -           | -           | 36     | 32     |
| 1975                      | River Plate               | PD-M+PD-N                 | 13+37      | 7+24       | -               | -               | -               | -                  | -                  | -                  | -           | -           | -           | 50     | 31     |
| Totale River Plate        | Totale River Plate        | Totale River Plate        | 195        | 103        |                 | -               | -               |                    | 5                  | 2                  |             | -           | -           | 200    | 105    |
| 1975-1976                 | Las Palmas                | PD                        | 30         | 16         | CdR             | ?               | ?               | -                  | -                  | -                  | -           | -           | -           | 30+    | 16+    |
| 1976-1977                 | Las Palmas                | PD                        | 31         | 22         | CdR             | ?               | ?               | -                  | -                  | -                  | -           | -           | -           | 31+    | 22+    |
| 1977-1978                 | Las Palmas                | PD                        | 27         | 18         | CdR             | ?               | ?               | CU                 | 4                  | 6                  | -           | -           | -           | 27+    | 18+    |
| 1978-1979                 | Las Palmas                | PD                        | 27         | 16         | CdR             | ?               | ?               | -                  | -                  | -                  | -           | -           | -           | 32+    | 16+    |
| 1979-1980                 | Las Palmas                | PD                        | 32         | 8          | CdR             | ?               | ?               | -                  | -                  | -                  | -           | -           | -           | 32+    | 8+     |
| Totale Las Palmas         | Totale Las Palmas         | Totale Las Palmas         | 147        | 80         |                 | 23              | 14              |                    | 4                  | 6                  |             | -           | -           | 174    | 100    |
| 1980-1981                 | Siviglia                  | PD                        | 19         | 6          | CdR             | 3               | 1               | -                  | -                  | -                  | -           | -           | -           | 22     | 7      |
| 1981                      | Boca Juniors              | PD-M+PD-N                 | 17+1       | 3+0        | -               | -               | -               | -                  | -                  | -                  | -           | -           | -           | 18     | 3      |
| 1982                      | Talleres                  | PD-N                      | 20         | 20         | -               | -               | -               | -                  | -                  | -                  | -           | -           | -           | 20     | 20     |
| 1982                      | Independiente             | PD-M                      | 35         | 20         | -               | -               | -               | -                  | -                  | -                  | -           | -           | -           | 35     | 20     |
| 1983                      | Independiente             | PD-N+PD-M                 | 15+6       | 8+1        | -               | -               | -               | -                  | -                  | -                  | -           | -           | -           | 21     | 9      |
| Totale Independiente      | Totale Independiente      | Totale Independiente      | 56         | 29         |                 | -               | -               |                    | -                  | -                  |             | -           | -           | 56     | 29     |
| 1984                      | Argentinos Juniors        | PD-N+PD-M                 | 6+18       | 0+5        | -               | -               | -               | -                  | -                  | -                  | -           | -           | -           | 24     | 5      |
| 1985                      | Argentinos Juniors        | PD-N                      | 2          | 0          | -               | -               | -               | -                  | -                  | -                  | -           | -           | -           | 2      | 0      |
| 1985-1986                 | Argentinos Juniors        | PD                        | 5          | 0          | -               | -               | -               | -                  | -                  | -                  | -           | -           | -           | 5      | 0      |
| Totale Argentinos Juniors | Totale Argentinos Juniors | Totale Argentinos Juniors | 31         | 5          |                 | -               | -               |                    | -                  | -                  |             | -           | -           | 31     | 5      |
| Totale carriera           | Totale carriera           | Totale carriera           | 486        | 246        |                 | 26              | 15              |                    | 9                  | 8                  |             | -           | -           | 521    | 269    |

## Palmarès

### Club

#### Competizioni nazionali
- Campionato argentino: 6

River Plate: Metropolitano 1975, Nacional 1975
Boca Juniors: Metropolitano 1981
Independiente: Metropolitano 1983
Argentinos Juniors: Metropolitano 1984, Nacional 1985

#### Competizioni internazionali
- Coppa Libertadores: 1

Argentinos Juniors: 1985

### Individuale
- Capocannoniere della Primera División argentina: 3

Nacional 1972 (14 gol), Metropolitano 1974 (18 gol), Metropolitano 1982 (20 gol)